# Gunnar Dahlberg
Gunnar Dahlberg, född 22 augusti 1893 i Lofta församling, död 25 juli 1956 i Uppsala, var en svensk läkare och rasbiolog. Han tog över Rasbiologiska institutet efter Herman Lundborg, och utvecklade det i en mer socialmedicinsk och mindre rasideologisk inriktning. 

## Biografi
Gunnar Dahlberg studerade medicin vid Uppsala universitet och tog medicine kandidatexamen 1915, medicine licentiatexamen 1920 samt disputerade 1926. Under dessa år hade han flera tjänster som bland annat provinsialläkare, och 1922–1924 var han Herman Lundborgs assistent vid Statens rasbiologiska institut. År 1926 utnämndes han till docent i medicinsk ärftlighetsforskning och medicinsk statistik. När Lundborg skulle pensioneras från Statens rasbiologiska institut 1935, utsågs Dahlberg till hans efterträdare som professor och chef där. Lundborg, som var pronazist, var emot utnämningen och tyckte att hans livsverk gick i stöpet; han blev så förbittrad att han drog sig tillbaka och vägrade delta i det offentliga livet.
Dahlberg hade en strikt socialmedicinsk infallsvinkel på rasbiologin och var öppet motståndare till nazismen. Han accepterade inte ens rasbegreppet, och ville forska mer om ärftlighetsfrågor – och då inte i rasmässig bemärkelse.
Tillsammans med ett stort antal av den tidens mest framträdande antifacistiska intellektuella i Sverige, var Dahlberg medlem i den antinazistiska föreningen Kulturfront och även ”Kommittén för landsflyktiga intellektuella”, som verkade för att ge landsflyktiga judiska läkare arbetstillstånd i Sverige.
Vid tiden Dahlberg utsågs till chef hade han blivit mycket uppmärksammad för sin avhandling om tvillingar, Twin births and Twins och forskning om inavel bland människor. Som rasbiolog skulle han utforska matematiska metoder att tillämpa vid populationsgenetik, studera normalt och sjukt arv, psykosfrekvens i befolkningen, sinnessjukas fruktsamhet med mera.
Det vetenskapliga fältet sträckte sig långt utanför medicinen och rasbiologin. Det socialmedicinska inslaget var, vid jämförelse med hans föregångare, påfallande då sociala faktorer räknades som en betydande faktor för hur anlag utvecklas. Genuint socialmedicinska studier han givit ut är Alkoholismen som samhällsproblem och Sjukdomarna och samhället. Andra böcker han medarbetade i var till exempel Tidens Lexikon (1926), Svenska röda korsets medicinska uppslagsbok (1932) med J.V. Hultcrantz, och tillsammans med Herbert Tingsten, Svensk politisk uppslagsbok (1937).
Inför det så kalladet Vipeholmsexperimenten var Dahlberg ansvarig statistiker och hade kommit fram till att det behövdes minst 1 000 personer för att resultaten skulle vara statistiskt säkerställda.
Mer försonlig i sin människosyn än sin föregångare fick Dahlberg flera prestigefyllda utmärkelser. Han blev juris hedersdoktor i Aberdeen 1938, ledamot av Institute internationale de statistique 1948, Institute internationale de sociologie 1951, hedersledamot av Svenska tandläkaresällskapet 1949, och Soc. ital. di genetica ed eugenica 1950. År 1955 promoverades han till odontologie hedersdoktor vid Tandläkarhögskolan i Stockholm.
Dahlberg var en flitig skribent i populariserade publikationer om medicin i Sverige och beskrev nya behandlingsmetoder, till exempel lobotomi. Han var bland annat redaktör för ”Tidens läkarbok” utgiven 1924, 1926, 1948 och 1958.

### Familj
Gunnar Dahlberg var son till kyrkoherden Henning Dahlberg och Gertrud Jæde samt från 1919 gift med Stina Westberg (1896–1978). Han är begravd på Uppsala gamla kyrkogård.